# ناحیه سانتا آنا
ناحیه سانتا آنا (به اسپانیایی: Departamento de Santa Ana) یک منطقهٔ مسکونی در السالوادور است که در السالوادور واقع شده‌است. ناحیه سانتا آنا ۲٬۰۲۳٫۲ کیلومتر مربع مساحت و ۶۱۳٬۰۰۰ نفر جمعیت دارد.